# 石狩アイヌ
石狩アイヌ（いしかりアイヌ）は、北海道の千歳川を除いた石狩川流域一帯（現在の石狩・空知・上川地方、旧・石狩国にほぼ相当する）に居住するアイヌ民族集団の一つ。「石狩（イシカリ）アイヌ」は日本語文献における表記で、アイヌ語による呼称は「イシカリの者」を意味するイシカルンクル（アイヌ語: Iskar-un-kur, イシカㇻ ウン クㇽ）である。

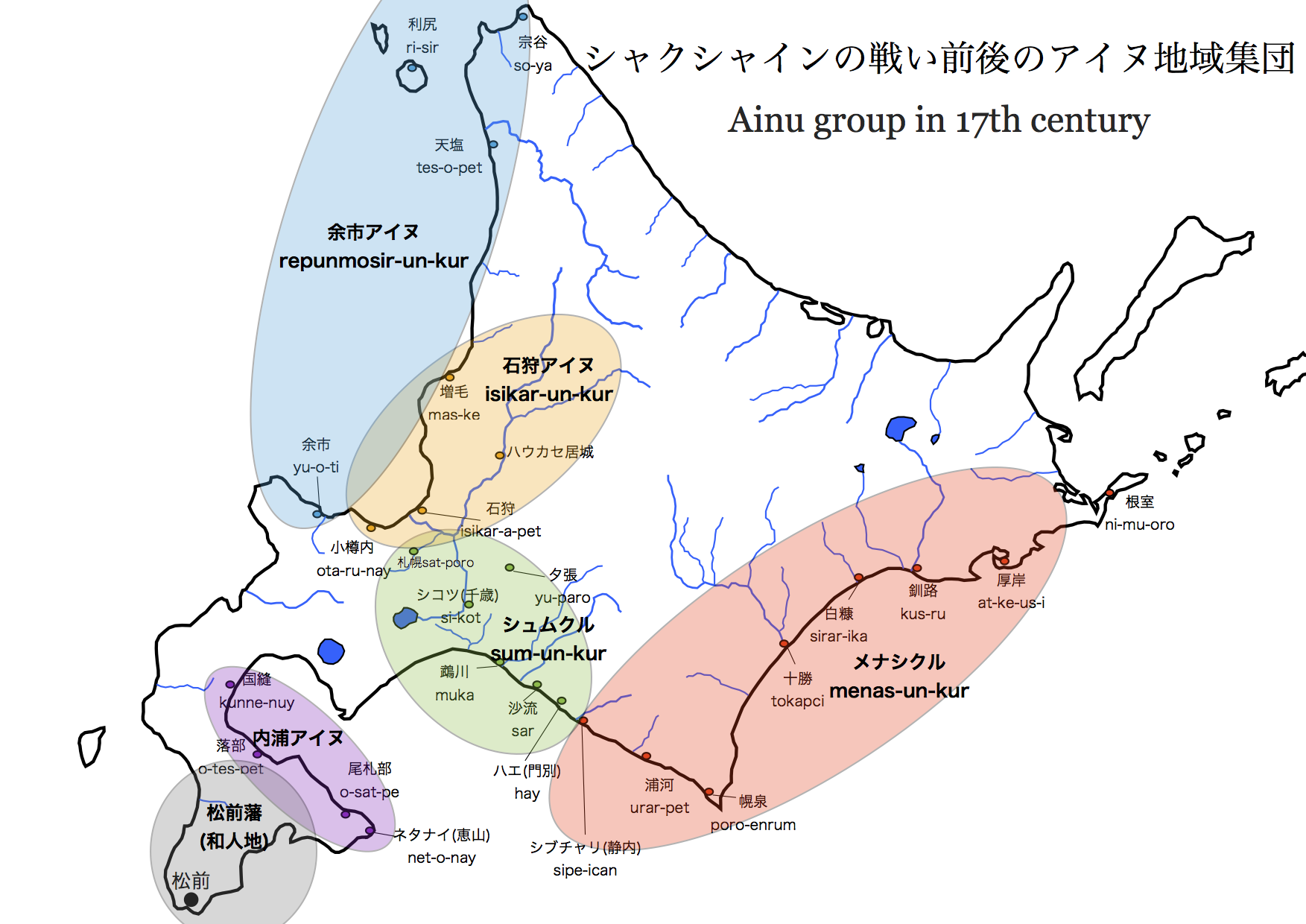
シャクシャイン時代の北海道

シャクシャインの戦いが起こった時期（17世紀）には道東一帯のメナシクル（東の衆）・日高北部〜胆振東部一帯のシュムクル（西の衆）と並び、北海道アイヌの中でも屈指の大勢力であったが、その後の和人支配の拡大によって人口が激減してしまった。

## 起源
石狩アイヌの成立については不明な点が多いが、考古学者の大井晴男は奥州藤原氏の滅亡によって多数の奥羽系アイヌが北海道島に移住し、さらに石狩川流域に進出することによって石狩アイヌが成立した（すなわち擦文時代が終焉してアイヌ文化期に入った）のではないかと推測している。
石狩アイヌに関する史料は17世紀に至るまで全く存在しないため、どのような生活をしていたか不明であるが、前代と同様に石狩川で得た鮭を他地域に輸出していたのではないかと考えられている。また、後述する17世紀石狩アイヌの大首長ハウカセは「我々先祖は高岡（現・弘前）え参商仕候……」と述べており、石狩アイヌは松前藩による商場知行制成立以前は津軽半島にまで赴く海洋交易を行っていた。

## 諸豪勇の時代
日高南部〜道東において、メナシクルの首長シャクシャインが勢力を拡大していた17世紀半ば、石狩アイヌではハウカセという首長が石狩川流域から増毛〜小樽一帯に至る地域を影響下に置く大勢力を築いていた。ハウカセは石狩川流域に加えて増毛から小樽に至る日本海側一帯も勢力下に収め、また姉の嫁ぎ先であった雨竜アイヌとも同盟関係にあるなど、17世紀の北海道アイヌの中でも屈指の大勢力を有していた。
シュムクルとメナシクルの抗争、シャクシャインと松前藩との戦い（シャクシャインの戦い）においてハウカセは一貫して中立を保っており、ハウカセ率いる石狩アイヌは大勢力を背景に独自の外交路線を採っていた。シャクシャインの戦いの終結後、松前藩が貿易途絶をちらつかせて日本海側アイヌの屈服を求めた時も、ハウカセは容易に屈服しなかった。しかし、一刻も早く松前藩との貿易を再開したい余市アイヌ（樺太アイヌの一派と見られる）など他のアイヌ系集団が松前藩と和睦していったこともあり、最終的にはハウカセも松前藩と和睦した。

## 近現代
シャクシャインの戦いの終結後、松前藩の統治下で場所請負制が蝦夷地全域に広まり、石狩川流域においても「石狩十三場所」と呼ばれる13か所の和人の漁場が設置された。場所請負制下において和人によるアイヌ支配は過酷なものとなり、石狩アイヌの生活も厳しいものとなっていった。
1723年には秋鮭の不漁により200名余りの石狩アイヌが餓死し、1780年には天然痘の大流行によって647人が病死した。伝染病の流行は19世紀初頭にも起こり、1818年から1819年にかけて石狩地方では833人が病死した。このように、場所請負制施行による伝統的生活の破壊、和人が持ち込んだ伝染病の流行によって石狩アイヌの人口は激減し、1809年には3069人あった石狩場所の人口は1855年には670人にまで減少した。
明治維新を経て幕藩体制が終焉を迎えると、開拓使が設置された北海道に移住する和人が飛躍的に増大し、明治政府による同化政策も相まって石狩アイヌの生活は大きな変化を余儀なくされた。20世紀初頭にアイヌ民族の調査を行った河野広道は墓標の形式に基づいてアイヌ民族を分類したが、その中でも石狩川上流域に居住する「ペニウンクル」（川上の衆）と、道央〜道南一帯に広く居住する「シュムクル」の一派が石狩アイヌの後裔ではないかと考えられている。